# Colors (album av Between the Buried and Me)
Colors är det amerikanska progressive metal-bandet Between the Buried and Mes fjärde studioalbum, utgivet i september 2007 på Victory Records.
Albumet nådde plats 57 på Billboard-listan.
En uppföljare, Colors II, släpptes 2021.

## Låtlista
All sångtext är skriven av Tommy Giles Rogers, alla låtar är komponerade av Between the Buried and Me.
| Nr | Titel                         | Längd |
| -- | ----------------------------- | ----- |
| 1. | "Foam Born (A) The Backtrack" | 2:14  |
| 2. | "(B) The Decade of Statues"   | 5:21  |
| 3. | "Informal Gluttony"           | 6:48  |
| 4. | "Sun of Nothing"              | 10:59 |
| 5. | "Ants of the Sky"             | 13:11 |
| 6. | "Prequel to the Sequel"       | 8:37  |
| 7. | "Viridian" (instrumental)     | 2:52  |
| 8. | "White Walls"                 | 14:14 |

## Medverkande
Musiker
- Tommy Giles Rogers – sång, keyboard
- Paul Waggoner – gitarr
- Dustie Waring – gitarr
- Dan Briggs – basgitarr
- Blake Richardson – trummor, slagverk

Bidragande musiker
- Adam Fisher – sång
- Graham Bennett – didgeridoo

Produktion
- Jamie King – producent, inspelningstekniker, mixning, mastering
- Between the Buried and Me – producent
- Brandon Proff – layout
- Chuck Johnson – foto